# 龍山村 (岡山県)
龍山村（たつやまむら）は、岡山県久米郡にあった村。
現在の久米郡久米南町上籾、下籾、中籾、別所に当たる。

## 村名の由来
明治21年（1888年）4月25日の町村制発布に伴い、上籾、中籾、下籾、別所の4か村が合併及び新村名について協議したが、新村名を「籾村（もむら）」を主張する上籾、中籾、下籾に対して、別所が絶対反対の立場を取ったことから、当時4か村の連合戸長であった光元東伯は、いずれの村も毎年灌漑水の不足に悩まされており、竜王宮を祀り水神に雨請祈願を村人総出でするという古い習慣を共有することを挙げた上で、「竜王の守護し給う山村として将来の発展と協力を念願して、『龍山村』と命名してはどうか」と諮った。4か村内の合併とこの提案に賛同する有志者が運動することにより、合併が成就し新村名は龍山村となった。

## 沿革
- 1889年6月1日 - 町村制施行に伴い、久米南条郡上籾村、下籾村、中籾村、別所村が合併し、龍山村となる。大字中籾に役場を置く。
- 1900年4月1日 - 久米南条郡が久米北条郡と合併し、久米郡となる。
- 1954年4月1日 - 弓削町、神目村、誕生寺村と合併し、久米南町となる。

## 歴代村長
- 初代　光元東伯（明治22年7月〜明治26年7月）
- 二代　景山浩巍（明治26年7月〜明治31年10月）
- 三代　光元円太郎（明治31年12月〜明治32年10月）
- 四代　景山浩巍（明治32年11月〜明治36年11月）
- 五代　景山勘三（明治37年1月〜明治37年10月）
- 六代　光元武夫（明治38年3月〜明治43年3月）
- 七代　赤木政八（明治43年4月〜昭和2年2月）
- 八代　河島昇一（昭和2年3月〜昭和14年2月）
- 九代　赤木照一（昭和14年3月〜昭和18年2月）
- 十代　宮本誠意（昭和18年3月〜昭和21年3月）
- 十一代　森尾寿作（昭和21年4月〜昭和21年11月）
- 十二代　杉山万作（昭和22年4月〜昭和29年3月）

## 地名の読み方
- 上籾 （かみもみ）
- 下籾 （しももみ）
- 中籾 （なかもみ）
- 別所 （べっしょ）

## 現在の様子

### 郵便番号
- 709-3621 久米郡久米南町上籾
- 709-3622 (久米郡久米南町仏教寺)→龍川村
- 709-3623 久米郡久米南町中籾
- 709-3624 久米郡久米南町下籾
- 709-3625 久米郡久米南町別所
- 709-3626 (久米郡久米南町上神目)→神目村
- 709-3627 (久米郡久米南町神目中)→神目村

### 教育
旧村内に現在教育機関なし

### 交通

#### 鉄道
旧村内を走る鉄道及びその駅なし

#### 道路

##### 高速道路
旧村内を走る高速道路なし

##### 国道
旧村内を走る国道なし

##### 県道
- 主要地方道

旧村内を走る主要地方道なし
- 一般県道
  - 岡山県道373号栃原久米南線
  - 岡山県道375号上籾神目停車場線
  - 岡山県道376号上籾誕生寺停車場線

### 山岳
- 竜王山

### 名所・旧跡・観光スポット・祭事・催事
- 上殿城跡

### 寺院・神社
- 清水寺
- 上籾神社